# 穆羅瓦內 (桑比爾區)
49°31′16″N 22°56′14″E / 49.52111°N 22.93722°E
穆羅瓦內（烏克蘭語：Муроване），是烏克蘭的村莊，位於該國西部利沃夫州，由桑比爾區負責管轄，面積1.39平方公里，海拔高度328米，2001年人口689，人口密度每平方公里496.4人。